# Adolf Leskovar
Adolf Leskovar (* 29. Mai 1891 in Donawitz; † 3. Mai 1975 in Graz) war ein österreichischer Politiker der Christlichsozialen Partei (CSP) und nach dem Zweiten Weltkrieg der Österreichischen Volkspartei (ÖVP).

## Ausbildung und Beruf
Nach dem Besuch der Volks- und einer Fortbildungsschule begann er im Jahr 1934 seinen Dienst im Alpine-Werk Donawitz. Von 1934 bis 1938 war er Leiter der Kammeramtsstelle Leoben der Arbeiterkammer. Von 1950 bis 1958 war er Kammeramtsdirektor der Kammer für Arbeiter und Angestellte für die Steiermark.

## Politische Funktionen
- 1919–1927: Betriebsrat des Hüttenwerkes Donawitz
- 1919–1929: Mitglied des Gemeinderates von Donawitz
- 1929: Obmann der steirischen christlichen Landesgewerkschaftskommission
- 1945: Obmann des Österreichischen Arbeitnehmerinnen- und Arbeitnehmerbundes (ÖAAB) Steiermark, Obmannstellvertreter des Österreichischen Gewerkschaftsbundes (ÖGB) Steiermark
- Präsident des Katholischen Landesarbeitsbundes für die Steiermark

## Politische Mandate
- 18. Mai 1927 bis 1. Oktober 1930: Mitglied des Nationalrates (III. Gesetzgebungsperiode), CSP
- 2. Dezember 1930 bis 2. Mai 1934: Mitglied des Nationalrates (IV. Gesetzgebungsperiode), CSP
- 19. Dezember 1945 bis 5. November 1949: Mitglied des Bundesrates (V. Gesetzgebungsperiode), ÖVP